# Rainer Trölitzsch
Rainer Trölitzsch (eigentlich Reinhard Trölitzsch, * 31. Juli 1939 in Rositz; † 31. Juli 2004) war ein deutscher Fußballspieler und späterer Fußballtrainer. In der höchsten Spielklasse des DDR-Fußballs, der Oberliga, spielte er für den 1. FC Lokomotive Leipzig und dessen Vorläufer sowie für den FC Rot-Weiß Erfurt. Trölitzsch war dreimaliger Nachwuchsnationalspieler und bestritt zehn Spiele mit der B-Fußballnationalmannschaft der DDR.

## Sportliche Laufbahn

### Spieler
Trölitzsch begann bei der heimatlichen BSG Chemie Rositz in einer Gemeinschaft Fußball zu spielen. 1955 wechselte er zur BSG Motor Altenburg, bei der er während der sogenannten Übergangsrunde in der zweitklassigen 1. Liga im überregionalen DDR-Fußball debütierte. 1957 ging er zum SC Rotation Leipzig, für den er in diesem Spieljahr einmal in der Oberliga auflief. In der Saison 1958 bestritt er dann bereits 19 von 26 Partien in der Oberligamannschaft der Leipziger. 1959 begann mit einem Einsatz in der DDR-Nachwuchsauswahl seine internationale Karriere. Nach insgesamt drei Nachwuchsländerspielen war Trölitzsch in den Jahren 1960 und 1961 als Stürmer Stammspieler in B-Nationalmannschaft, mit der in diesem Zeitraum sechs Länderspiele bestritt. Bis 1962 spielte er 13-mal mit der Leipziger Stadtauswahl im Messestädte-Pokal, in dem ihm vier Treffer gelangen.
1963 gehörte Trölitzsch zu dem Leipziger Spielerkreis, der dem neu gegründeten SC Leipzig als neuem Fußballschwerpunkt der Stadt zugewiesen wurde. Gleich in der ersten Saison mit dem SCL 1963/64 erreichte er mit dem 3. Platz das beste Meisterschaftsergebnis seiner bisherigen Laufbahn und kam auch im Endspiel des SCL um den DDR-Fußballpokal zum Einsatz. Das Spiel ging allerdings mit Trölitzsch als halbrechtem Stürmer mit 2:3 gegen den SC Aufbau Magdeburg verloren. Bis 1966 gehörte Trölitzsch zum Stammaufgebot der Leipziger, die sich Anfang dieses Jahres nach Ausgründung aus dem Sportclub zum 1. FC Lokomotive Leipzig umstrukturiert hatten. In der Saison 1966/67 kam er nur noch in 14 Oberligapunktspielen zum Einsatz. Sein letztes Punktspiel für Lok Leipzig bestritt er am letzten Spieltag dieser Saison in der Begegnung Wismut Gera – 1. FC Lok (2:1). Trotz der Niederlage wurde Lok Vizemeister, und Trölitzsch erreichte seine beste Oberliganotierung seiner gesamten Karriere. Nach 200 Oberligaspielen mit 76 Toren sowie – neben seinen Einsätzen für die Stadtauswahl – acht Europapokalpartien mit zwei Treffern verließ Trölitzsch 1967 den 1. FC Lok Leipzig.
Im Sommer 1967 wechselte Trölitzsch im Alter von 28 Jahren zum Oberligakonkurrenten FC Rot-Weiß Erfurt. Dort spielte er im Mittelfeld und wurde in seiner ersten Spielzeit sofort mit 25 Erstligaeinsätzen zum Stammspieler. Trotz seiner neuen Rolle wurde er mit neun Treffern hinter Gerd Stieler (11) zweitbester Torschütze der Erfurter. 1968/69 erzielte er zwar nur acht Oberligatore, wurde damit aber Erfurts Torschützenkönig. Mit 25 Punktspielen gehörte er erneut zu den zuverlässigsten Akteuren. Nachdem Trölitzsch in der Saison 1969/70 16 Oberligapunktspiele bestritten hatte, zog er sich am 19. Spieltag, dem 15. April 1970 in der Begegnung Dynamo Dresden – FC Rot-Weiß eine schwere Verletzung zu, die seine Laufbahn als aktiver Fußballspieler beendete. In seiner Erfurter Zeit war Trölitzsch noch einmal auf 66 Oberligaspiele gekommen und hatte 18 Tore erzielt. In der Gesamtbilanz kommt er damit auf 266 Einsätze in der DDR-Oberliga mit 94 Toren. Als Erfurter Spieler bestritt er 1967 noch ein Länderspiel mit der B-Nationalmannschaft, sodass er hier auf insgesamt zehn Einsätze kam.

### Trainer
1971 begann Trölitzsch im Fernstudium bei der Leipziger Sporthochschule DHfK eine Ausbildung als Trainer. Zunächst arbeitete er im Nachwuchsbereich des FC Rot-Weiß Erfurt, 1973 übernahm er das Training des Bezirksligisten BSG Landbau Bad Langensalza. Mit dieser Mannschaft stieg er zweimal in die zweitklassige DDR-Liga auf. Hauptberuflich war der gelernte Heizungsmonteur in Bad Langensalza Sicherheitsinspektor beim örtlichen Landbaubetrieb. 1986 wurde Trölitzsch Trainer bei der Bezirksklassenmannschaft von Union Mühlhausen. Dort stieg er zunächst 1987 in die Bezirksliga und 1989 in die DDR-Liga auf.